# Koszmosz–288
Koszmosz–288 (oroszul: Космос 288) Koszmosz műhold, a szovjet műszeres műhold-sorozat tagja. Harmadik generációs Zenyit–4 felderítő műhold.

## Küldetés
Meghatározott űrkutatási és katonai programot hajtott végre. Kialakított pályasíkja mentén fototechnikai felderítést, műszereivel atomkísérletek ellenőrzését végezte. Technikai eszközeivel meteorológiai előrejelzést elősegítő fotófelvételeket is készített.

## Jellemzői
Az OKB–1 központi tervezőirodában kifejlesztett, ellenőrzése alatt gyártott műhold. A Zenyit–4 (oroszul: Зенит-4) GRAU-kódja (11F69) ember szállítására kifejlesztett űreszköz, hasznos terében helyezték el a műszereket. Üzemeltetője a moszkvai MO (Министерство обороны) minisztérium.
1969. június 27-én a  Bajkonuri űrrepülőtérről egy Voszhod (11A57) típusú hordozórakétával juttatták Föld körüli, közeli körpályára. Az orbitális egység pályája 89,1 perc keringési periódusú, 51,7 fokos hajlásszögű elliptikus pálya, perigeuma 199 kilométer, apogeuma 269 kilométer volt. Hasznos tömege 4730 kilogramm. A sorozat felépítését, szerkezetét, alapvető fedélzeti rendszereit tekintve egységesített, szabványosított tudományos-kutató űreszköz. Áramforrása kémiai akkumulátor, szolgálati élettartama 10 nap.
A Koszmosz–286 programját folytatta. A visszatérő modul tömege 3100 kilogramm, átmérője 2,3 méter, térfogata 5,2 köbméter. Itt helyezték el az Ftor-4 (oroszul: Фтор-4) típusú fényképező gépeket, amelyek nagy pontosságú, 3-5 méter közötti felbontású képeket készítettek. A filmek több ezer kép befogadására voltak alkalmasak. Szolgálati ideje maximum 10 nap.
1969. július 5-én 8 napos szolgálati idő után, földi parancsra belépett a légkörbe és hagyományos – ejtőernyős leereszkedés – módon visszatért a Földre.